# 사키 (도시)
사키(우크라이나어: Саки, 러시아어: Саки 사키[*], 크림 타타르어: Saq)는 크림반도 서부에 위치한 도시로 러시아 크림 공화국(사실상) 또는 우크라이나 크림 자치 공화국(국제적인 승인)에 위치한다. 참고로 크림반도는 2014년 이후부터 우크라이나로부터 독립을 선언하여 러시아에 병합되었지만 대다수의 국가와 유엔은 이를 인정하지 않고 있다. 면적은 29km2, 높이는 10m, 인구는 25,146명(2014년 기준), 인구 밀도는 983.52명/km2이다.

시기
시 문장